# Бережниця (Сарненський район)
Бережни́ця — село в Україні, у Дубровицькій міській громаді Сарненського району Рівненської області. До 2020 підпорядковувалося Бережницькій сільській раді. Відповідно до Розпорядження Кабінету Міністрів України від 12 червня 2020 року № 722-р «Про визначення адміністративних центрів та затвердження територій територіальних громад Рівненської області» увійшло до складу Дубровицької міської громади.
Населення становить 600 осіб (2011).
До 1940-х років мало статус міста, містечка. Лежить на лівому березі річки Горинь, за 18 км від районного центру, за 16 км від залізничної станції Сарни.[джерело?]

## Назва
Польською мовою згадується як Bereżnica, російською — як Бережница.

## Географія
Згідно з дослідженням 2017 року, за яким оцінювалися масштаби антропогенної трансформації території Дубровицького  району внаслідок несанкціонованого видобутку бурштину, екологічна ситуація села характеризувалася як «передкризова».

### Клімат
Клімат у селі вологий континентальний («Dfb» за класифікацією кліматів Кеппена). Опадів 609 мм на рік. Найменша кількість опадів спостерігається в березні й сягає у середньому 28 мм. Найбільша кількість опадів випадає в червні — близько 88 мм. Різниця в опадах між сухими та вологими місяцями становить 60 мм. Пересічна температура січня — -5,6 °C, липня — 18,5 °C. Річна амплітуда температур становить 24,1 °C.
| Клімат Бережниці                  | Клімат Бережниці | Клімат Бережниці | Клімат Бережниці | Клімат Бережниці | Клімат Бережниці | Клімат Бережниці | Клімат Бережниці | Клімат Бережниці | Клімат Бережниці | Клімат Бережниці | Клімат Бережниці | Клімат Бережниці | Клімат Бережниці |
| Показник                          | Січ.             | Лют.             | Бер.             | Квіт.            | Трав.            | Черв.            | Лип.             | Серп.            | Вер.             | Жовт.            | Лист.            | Груд.            | Рік              |
| Середній максимум, °C             | −2,6             | −1,4             | 3,4              | 12,3             | 19,2             | 22,9             | 23,9             | 23,1             | 18,3             | 11,8             | 4,8              | 0,0              | 11,3             |
| Середня температура, °C           | −5,6             | −4,6             | −0,3             | 7,4              | 13,6             | 17,5             | 18,5             | 17,6             | 13,3             | 7,8              | 2,3              | −2,5             | 7,1              |
| Середній мінімум, °C              | −8,5             | −7,7             | −3,9             | 2,6              | 8,1              | 12,1             | 13,2             | 12,2             | 8,3              | 3,8              | −0,2             | −5               | 2,9              |
| Норма опадів, мм                  | 36               | 30               | 28               | 42               | 57               | 88               | 81               | 64               | 57               | 44               | 41               | 41               | 609              |
| --------------------------------- | ---------------- | ---------------- | ---------------- | ---------------- | ---------------- | ---------------- | ---------------- | ---------------- | ---------------- | ---------------- | ---------------- | ---------------- | ---------------- |
| Джерело: Climate-Data.org (англ.) |                  |                  |                  |                  |                  |                  |                  |                  |                  |                  |                  |                  |                  |

## Історія
МІстечко входило до складу заснованої князями Острозькими Острозької ординації.
Князь Януш Констянтин Острозький був фундатором костелів у Степані, Деражні, Бережниці.
Згадується у 1629 році (як новозасноване поселення відоме з 1606 р.). 1648 року мешканці брали участь у визвольній війні українського народу під проводом Богдана Хмельницького.
Станом на 1885 рік у колишньому власницькому містечку, центрі Бережницької волості Луцького повіту Волинської губернії мешкало 213 осіб, налічувалось 28 дворів, існували православна церква, костел, синагога, 4 єврейський молитовних будинки, водяний млин.
За переписом 1897 року кількість мешканців зросла до 2964 осіб (1486 чоловічої статі та 1478 — жіночої), з яких 775 — православної віри, 2160 — юдейської.
До 1917 року входило до складу Російської імперії. У 1906 році містечко входило до складу Бережницької волості Луцького повіту Волинської губернії Російської імперії. У 1918—1920 роки нетривалий час перебувало в складі Української Народної Республіки. У 1921—1939 роки входило до складу Польщі. У 1921 році містечко входило до складу Сарненського повіту Поліського воєводства Польської Республіки. 1930 року Сарненський повіт приєднаний до складу Волинського воєводства. У 1936 році містечко входило до однойменної міської громади, а однойменне село — до окремої сільської громади Бережниця, до якої також належали хутори Біляші, Монополь, Морги і Нова-Бережниця, село Нова-Бережниця, колонія Зарічиця, лісничівка Зарічиця та гаївка Зарічиця.
З 1939 року — у складі Дубровицького району Рівненської області УРСР. У роки Другої світової війни деякі мешканці села долучилися до національно-визвольної боротьби у лавах УПА та ОУН. У липні 1941 року після прийняття Акту проголошення Української Держави, яке відбулося 30 червня, в Бережниці поряд із низкою сусідніх містечок за ініціативи місцевого керівництва ОУН(б) відбулося проголошення державності України. За даними українського націоналістичного підпілля 20 грудня 1943 року угорські частини німецької армії забрали в Бережниці 15 фір сіна, а наступного дня — 90 голів худоби. Загалом встановлено 63 жителів Бережниці, які брали участь у визвольних змаганнях, з них 27 загинуло, 16 було репресовано.
У 1947 році село Бережниця разом з хуторами Білаші, Зарічиця та Морги підпорядковувалося Бережницькій сільській раді Дубровицького району Ровенської області УРСР. Рішенням Дубровицької райради депутатів трудящих від 17 червня 1950 року 13 господарств колгоспу «Комінтерн» села Бережниця були занесені у список «бандпособницьких» і підлягали вивозу за межі УРСР.
Відповідно до прийнятої в грудні 1989 року постанови Ради Міністрів УРСР село занесене до переліку населених пунктів, які зазнали радіоактивного забруднення внаслідок аварії на Чорнобильській АЕС, жителям виплачувалася грошова допомога. Згідно з постановою Кабінету Міністрів Української РСР, ухваленою в липні 1991 року, село належало до зони гарантованого добровільного відселення. На кінець 1993 року забруднення ґрунтів становило 1,22 Кі/км² (137Cs + 134Cs), молока — 2,83 мКі/л (137Cs + 134Cs), картоплі — 0,36 мКі/кг (137Cs + 134Cs), сумарна доза опромінення — 94 мбер, з якої: зовнішнього — 16 мбер, загальна від радіонуклідів — 78 мбер (з них Cs — 67 мбер).

## Населення
Станом на 1 січня 2011 року населення села становить 600 осіб.
Станом на 1906 рік у містечку було 679 дворів та мешкало 3206 осіб.
Станом на 10 вересня 1921 року в містечку налічувалося 478 будинків та 2434 мешканці, з них: 1191 чоловік та 1243 жінки; 1372 юдеї, 941 православний та 121 римо-католик; 1348 євреїв, 895 українців (русинів), 184 поляки, 5 росіян, 1 білорус та 1 чех.
Згідно з переписом УРСР 1989 року чисельність наявного населення села становила 686 осіб, з яких 298 чоловіків та 388 жінок. На кінець 1993 року в селі мешкали 684 жителі, з них 162 — дітей.
За переписом населення України 2001 року в селі мешкало 625 осіб.

### Мова
Розподіл населення за рідною мовою за даними перепису 2001 року:
| Мова       | Відсоток |
| ---------- | -------- |
| українська | 98,92 %  |
| російська  | 0,77 %   |
| білоруська | 0,15 %   |
| молдовська | 0,15 %   |

### Вікова і статева структура
Структура жителів села за віком і статтю (станом на 2011 рік):
| Вік   | Чоловіків | Жінок | Разом |
| ----- | --------- | ----- | ----- |
| 0-17  | 88        | 75    | 163   |
| 18-39 | 77        | 87    | 164   |
| 40-59 | 73        | 77    | 150   |
| 60+   | 36        | 87    | 123   |
| Разом | 274       | 326   | 600   |

### Соціально-економічні показники
| Працездатне населення | Працездатне населення | Працездатне населення | Працездатне населення | Працездатне населення | Працездатне населення | Непрацездатне населення | Непрацездатне населення | Непрацездатне населення | Непрацездатне населення | Непрацездатне населення | Непрацездатне населення | Все населення |
| Чоловіки              | Чоловіки              | Жінки                 | Жінки                 | Разом                 | Разом                 | Чоловіки                | Чоловіки                | Жінки                   | Жінки                   | Разом                   | Разом                   | 600           |
| ос.                   | %                     | ос.                   | %                     | ос.                   | %                     | ос.                     | %                       | ос.                     | %                       | ос.                     | %                       | 600           |
| --------------------- | --------------------- | --------------------- | --------------------- | --------------------- | --------------------- | ----------------------- | ----------------------- | ----------------------- | ----------------------- | ----------------------- | ----------------------- | ------------- |
| 140                   | 23                    | 160                   | 27                    | 300                   | 50                    | 130                     | 22                      | 173                     | 28                      | 303                     | 50                      | 600           |

| Зайняті  | Зайняті  | Зайняті | Зайняті | Зайняті | Зайняті | Безробітні | Безробітні | Безробітні | Безробітні | Безробітні | Безробітні | Все населення |
| Чоловіки | Чоловіки | Жінки   | Жінки   | Разом   | Разом   | Чоловіки   | Чоловіки   | Жінки      | Жінки      | Разом      | Разом      | 600           |
| ос.      | %        | ос.     | %       | ос.     | %       | ос.        | %          | ос.        | %          | ос.        | %          | 600           |
| -------- | -------- | ------- | ------- | ------- | ------- | ---------- | ---------- | ---------- | ---------- | ---------- | ---------- | ------------- |
| 3        | 12       | 2       | 8       | 5       | 20      | 0          | 0          | 0          | 0          | 0          | 0          | 600           |

| Дорослі | Діти | Пенсіонери | Інваліди Німецько-радянської війни | Учасники бойових дій | Інваліди всіх груп і категорій | Люди, які обслуговуються служб. соц. допом. на дому | Неповні сім'ї | Діти з неповних сімей | Багатодітні сім'ї | Діти з багатодітних сімей | Діти-інваліди | Діти-сироти | Одинокі багатодітні матері |
| ------- | ---- | ---------- | ---------------------------------- | -------------------- | ------------------------------ | --------------------------------------------------- | ------------- | --------------------- | ----------------- | ------------------------- | ------------- | ----------- | -------------------------- |
| 453     | 164  | 212        | -                                  | 2                    | 60                             | 14                                                  | 12            | 14                    | 8                 | 27                        | 8             | 3           | -                          |

## Політика

### Органи влади
До 2020 року місцеві органи влади були представлені Бережницькою сільською радою.

### Вибори
Село входить до виборчого округу № 155. У селі розташована виборча дільниця № 560255. Станом на 2011 рік кількість виборців становила 433 особи.

## Культура
У селі працює Бережницький сільський будинок культури на 150 місць. Діє Бережницька публічно-шкільна бібліотека, книжковий фонд якої становлять 17 218 книг та яка має 8 місць для читання, 1 особу персоналу, кількість читачів — 318 осіб.

### Історія бібліотеки

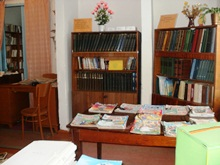
Публічна бібліотека Бережниці

Авенір Коломиєць, який проживав у Бережниці, навчався у Варшавському університеті на теологічному факультеті. Приїжджаючи на канікули він гуртує навколо себе молодь, та поважних бережничан. Таким чином наприкінці 20-х років виникає товариство «Просвіта», яке швидкими темпами переростає в осередок регіонального значення. Завдяки «Просвіті», у 1932 році в Бережниці, було відкрито хату-читальню. Літератор докладає всіх зусиль, аби при бібліотеці функціонував окремий відділ літератури для дітей. Користувались дитячою бібліотекою також діти Кураша, Теклівки, Рудні, Нивецька, Ремчиць і навіть Орв'яниці. Обслуговував тоді дітвору незамінний і добрий бібліотекар дядько Трифон (Сікидін Трифон Пархомович 1907—1984). Авенір дуже дбав про українську бібліотеку для дітей. У творчому доробку письменника чільне місце посідала дитяча тематика. «У бережничан дітей було багато, як піску» — пише Антончик Антон Хомич. І про них дбали, хоч умови життя були не простими. Навіть молодь ходила колядувати на книжечку « Дзвіночок», « Світ дитини». Антон Хомич згадує, — " У « Просвіті» Трифон обіймав дуже скромну посаду, виконуючи обов'язки бібліотекаря. Я його знав, як батька рідного. Усе найдорожче у моєму дитинстві пов'язане і навіть зрощено природно з постаттю цієї людини, бо ж моя батьківська хата своїми вікнами дивилася прямісінько у вікна оселі дядька Трифона. І тепер не можу збагнути, де я більше бував — у своїй хаті, чи у « Трифоновій». Мене там приваблювало буквально все: і детекторний приймач, яким мені дозволили користуватися, і великий портрет Тараса Шевченка, що висів на стіні поряд Симоном Петлюрою та чорним тризубом, і триптих Івана Богуна (« Перед боєм». « Побоїще», «Після бою»), і як багато на полиці книг, і як дядько Трифон переплітає книги… Якщо Авенір Коломиєць лише навідувався час від часу до Бережниці, був головним ідеологом « Просвіти», то Трифон Пархомович на своїх плечах ніс основний тягар повсякденної роботи. Він повинен був координувати весь складний процес життєдіяльності, тепер уже потужного товариства « Просвіта», з багатьма її відгалуженнями. Про все він турбувався: щоб вчасно забезпечити українських дітей підручниками « Зірка», « Напровесні життя», щоб вчасно передплатити дитячий журнал « Дзвіночок», « Світ дитини», щоб не запізнитись передплатити періодичну пресу для дорослих, щоб не прогаяти і поновити бібліотечний фонд найсвіжішими виданнями. Лагідна і щира вдача, почуття гумору і жарти Трифона Пархомовича, вабили до себе читача. Роблячи обмін книжок дітям, він неодмінно оглядав кожну з них, аби вона була в належному стані, потім вів бесіду про зміст прочитаного. Коли треба робив зауваження, повчав. Обмін книг проводився щонеділі після обіду. Сам лагодив і переплітав книги. Усе це робив безкоштовно. Мене вражала ерудованість Трифона Пархомовича. Він міг довго цитувати напам'ять твори Т. Шевченка, І. Франка, Л. Українки, С. Руданського, О.Олеся. Я пам'ятаю і тепер, як він цитував І. Франка: « Довго нас недоля жерла, досі нас наруга жре, а ми крикнем, ще не вмерла, ще не вмерла — і не вмре». Він пишався своєю приналежністю до української нації, за що довелося дорого заплатити, згодом потрапив до найстрашнішої політичної в'язниці Польщі — Берези Картузької, з якої чудом удалось вирватись, а ще через деякий час у 1945 році, був звинувачений в українському буржуазному націоналізмі і засуджений на 10 років ГУЛАГУ. За краєзнавчими матеріалами А. Антончика. За більш детальною інформацією звертатися Бережницька публічно-шкільна бібліотека [Архівовано 2 березня 2018 у Wayback Machine.]

### Пам'ятки

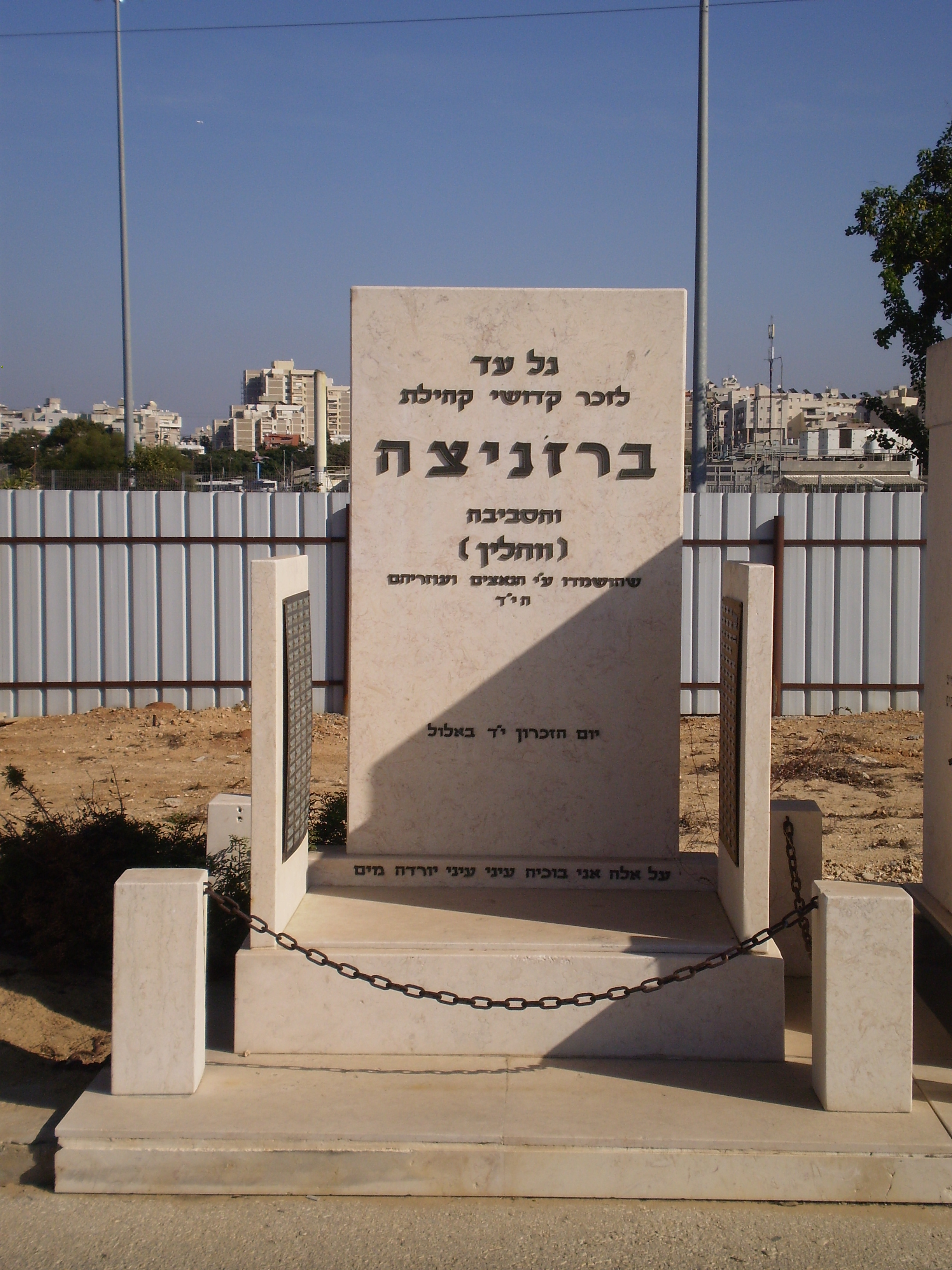
Меморіал, присвячений містянам-жертвам Голокосту (Холон, Ізраїль)

У 1964 році встановлено пам'ятник Тарасу Шевченку, скульптор — Теодозія Бриж.
Між Бережницею та селом Кураш розташована могила 14 бійців УПА, серед похованих — двоє мешканців Бережниці. У 1996 році могилу відновили та впорядкували. На місці поховання насипаний великий курган і встановлений хрест. У 2018 році там встановили пам'ятник та висадили алею дубів.

## Релігія
Список конфесійних громад станом на 2011 рік:
| Релігійна організація УПЦ КП                                                | ПЦУ      | 21 червня 1996  | 67  | -      | [ 39 ] |
| Релігійна громада Свято-Різдво-Богородичної парафії Сарненської єпархії УПЦ | УПЦ (МП) | 25 вересня 1991 | 580 | Церква | [ 40 ] |
| — православні.                                                              |          |                 |     |        |        |

У XIX столітті в містечку Бережниця, що тоді належало до Бережницької волості Луцького повіту, діяла православна церква Різдва Пресвятої Богородиці, до парафії якої належали також села Зульня (сьогодні не існує), Рудня (сьогодні називається Підлісне) та Теклівка. Парафія станом на 1892 рік налічувала 1537 вірян (776 чоловіків та 761 жінку), володіла 60 десятинами та 130 саженів землі, мала однокласне народне училище. Різдво-Богородична церква збудована 1860 року на кошти з казни, була дерев'яною та мала дерев'яну дзвіницю.

### Парафіяльна церква святого Рафала Арханіола
Перша дерев'яна церква була зведена в 1614 році Янушем Острозьким. Він був спалений на початку 17 століття під час ворожої навали. На його місці, завдяки зусиллям Болеслава Скірмунта, в 1726 році була побудована нова церква, також дерев'яна, у стилі бароко, але з цегляним пресвітером. У 1742 році освячення цього храму здійснив єпископ Францішек Кобельський. У 1927 році торнадо розбив дах з церкви. У наступні роки зусиллями вірного і парафіяльного священика о. Władysława Mańka, церква була повністю перебудована і була цегляна будівля. У головному вівтарі з 1681 р. Відбувся чудовий розпис Божої Матері невідомого автора. У нижній частині срібного халата був напис: «Cor meum sub pedibus tuis o sanctissima». Його подальша доля після знищення храму невідома. Каплиці: кладовище, цегляні родини Прушинських з 1800 р. І в Кураш, цегла з 1815 р., Основа Ігнація Кашовського. Він був у формі ротонди, покритої куполом. Він був увінчаний куполом ще меншим, схожим на православну церкву. Штукатурка, що покриває каплицю ззовні, розділена на половину висоти по горизонтально погано вираженому карнизу, була повністю рустована. Стіни були пронизані високими, не надто великими, напівкруглими закритими вікнами. З трьох, можливо, навіть чотирьох сторін, на пересічних осях, вони прикрашали каплицю двоколонними портиками у великому порядку, несучи трикутні фронтони, оточені карнизом. Портиковий карниз був з'єднаний з ідентичним карнизом, який циркулював всю ротонду під низьким і гладким купольним барабаном. Над прямокутними вхідними дверима був балкон, доступний з балкона або внутрішньої галереї. В даний час обидві каплиці не існують. Вони, ймовірно, були зруйновані після 1945 року в невідомих обставинах.
Останнім священиком був Владислав Білецький. В даний час з барокової церкви збереглося лише невеликий фрагмент стіни. Церква розграбована, а потім спалена у 1943 або 1944 роках. Влітку 1954 року військова частина з Сарна підірвала церковні стіни. З церкви у Сарнах побудовано два об'єкти: тракторну бригаду і стратегічну ракетну установку. На території церковної площі діти влаштували спортивний майданчик. Рішення (№ 101) про руйнування храму було прийнято радою ради 5 листопада 1954 року.

#### Передвоєнний статус
У 1938 році парафія мала 573 вірян. До парафії належали: Бережниця, Адольфів, Цепцевичі: Малі та Великі; Довге, Дубівка, Яновка, Яринівка, Корчомка, Кідри, Осова, Ремчиці, Рудня, Соломіївка, Теклівка, Тутовичі, Терескін, Зажечиця, Зульня.

#### Поточний статус
Зберігся спустошений парафіяльний цвинтар. Він тепер служить пасовищем, сміттєзвалищем і є частиною дитячого майданчика. Збереглися лише кілька кам'яних надгробків та 2 металевих хреста.

## Освіта
У селі діє Бережницька загальноосвітня школа I—III ступенів. У 2011 році в ній навчалося 85 учнів (із 160 розрахованих) та викладало 18 учителів.
Дошкільна освіта представлена дитячим садком «Бережницький дошкільний навчальний заклад „Веселка“», у якому станом на 2011 рік навчалося 20 дітей і працювало 3 учителі та вихователі.

## Інфраструктура
У селі діє сільська лікарська амбулаторія та аптека. У селі наявний сквер площею 600 м². Наявне відділення поштового зв'язку.

## Особистості

### Народилися
- Вовчик Роман Олегович (1991—2022) — молодший сержант Збройних сил України, відзначився у ході російського вторгнення в Україну, учасник російсько-української війни, Герой України з удостоєнням ордена «Золота Зірка» (посмертно).
- Бриж Теодозія Марківна — український скульптор.
- Коломиєць Авенір Каленикович — український поет.
- Прокопчук Олександр Миколайович (1996—2023) — лейтенант Збройних сил України, військовий медик. Учасник російсько-української війни.

## Галерея

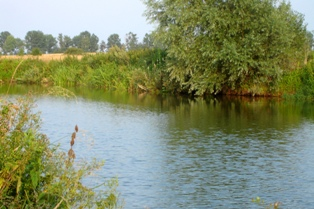
Ставок
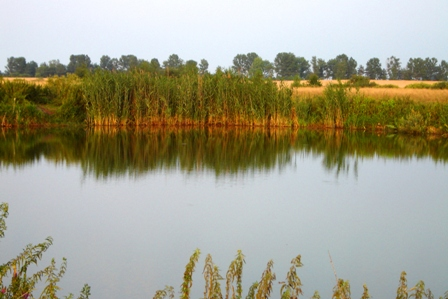
Ставок
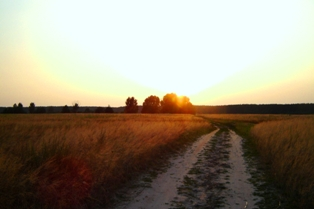
Дорога в полі
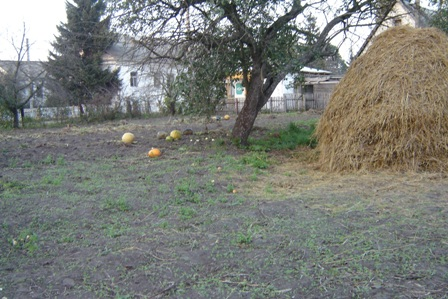
Снопи сіна

#### Книги
- Літопис УПА / НАН України. Інститут української археографії та джерелознавства ім. М. С. Грушевського. — Київ-Торонто : Видавництво «Літопис УПА» та ін, 2007. — Т. 11: Мережа ОУН(б) і запілля УПА на території ВО «Заграва», «Турів», «Богун» (серпень 1942 — грудень 1943 рр.). — 849 с.

#### Офіційні дані та нормативно-правові акти
- Паспорт Дубровицького району (станом на 1 січня 2011 року) (doc). Дубровицька районна рада. Архів оригіналу за 10 лютий 2015. Процитовано 16 жовтня 2019.

#### Мапи
- Історичний Атлас України / Гол. ред. Л. Винар; Упорядн.: І. Тесля, Е. Тютько. Українське історичне товариство. — Монреаль; Нью-Йорк; Мюнхен, 1980. — 182 с.